# ポンプ座アルファ星
ポンプ座α星 (ポンプざアルファせい、α Antliae, α Ant) は、ポンプ座で最も明るい恒星であるが、固有名は持たない。この星は、橙色の巨星である。
太陽と比べると、水素とヘリウム以外の元素の存在量はわずか41%である。